# Cobra and Phases Group Play Voltage in the Milky Night
Cobra and Phases Group Play Voltage in the Milky Night — шестой студийный альбом британской инди-рок группы Stereolab, изданный в сентябре 1999 года на лейблах Duophonic Records и Elektra Records.

## История
Cobra and Phases Group был выпущен 21 сентября 1999 года в США на Elektra Records и 27 сентября 1999 года в Великобритании на Duophonic Records.

## Отзывы
| Оценки критиков      | Оценки критиков |
| Источник             | Оценка          |
| -------------------- | --------------- |
| AllMusic             | [ 7 ]           |
| Alternative Press    | 4/5             |
| Entertainment Weekly | B+              |
| Exclaim!             | 8/10            |
| Pitchfork            | 3.4/10          |
| Q                    | [ 11 ]          |
| Rolling Stone        | [ 3 ]           |
| Spin                 | 6/10            |
| Uncut                | 6/10            |
| USA Today            | [ 14 ]          |

Cobra and Phases Group Play Voltage in the Milky Night был встречен музыкальными критиками в целом благосклонно.
Брент ДиКресцензо из Pitchfork написал, что «социалистический коктейль-джаз» Stereolab стал предсказуемым и «бездушным», и что, несмотря на эклектичность альбома, «он звучит совершенно одинаково». Автор NME Джонни Сигаретс заявил, что музыка напоминает «плохой джаз и прогрессивный рок», и язвительно обвинил Stereolab в том, что они «заимствуют авторитет, снисходительно демонстрируя свою стилистическую ловкость, думая, что странные временные сигнатуры и странные звуки умны сами по себе, [и] будучи намеренно неясными и неслушабельными». Джеймс Хантер из Rolling Stone назвал первые пять песен неинтересными и выразил мнение, что только начиная с «Infinity Girl» альбом приобретает «модный пост-роковый шарм». Барри Уолтерс из Spin счел более дроноориентированные песни вялыми, но отметил, что «мелодичные части мечтательны как никогда», заключив, что альбом выиграет от «безжалостного редактирования домашними слушателями».

## Список композиций
Слова и музыка всех песен — Тима Гейна и Летисии Садье.
| №                   | Название                            | Длительность |
| ------------------- | ----------------------------------- | ------------ |
| 1.                  | «Fuses»                             | 3:40         |
| 2.                  | «People Do It All the Time»         | 3:42         |
| 3.                  | «The Free Design»                   | 3:47         |
| 4.                  | «Blips Drips and Strips»            | 4:28         |
| 5.                  | «Italian Shoes Continuum»           | 4:36         |
| 6.                  | «Infinity Girl»                     | 3:56         |
| 7.                  | «The Spiracles»                     | 3:40         |
| 8.                  | «Op Hop Detonation»                 | 3:32         |
| 9.                  | «Puncture in the Radax Permutation» | 5:48         |
| 10.                 | «Velvet Water»                      | 4:24         |
| 11.                 | «Blue Milk»                         | 11:29        |
| 12.                 | «Caleidoscopic Gaze»                | 8:09         |
| 13.                 | «Strobo Acceleration»               | 3:55         |
| 14.                 | «The Emergency Kisses»              | 5:53         |
| 15.                 | «Come and Play in the Milky Night»  | 4:38         |
| Общая длительность: | Общая длительность:                 | 75:37        |

| №                   | Название            | Длительность |
| ------------------- | ------------------- | ------------ |
| 16.                 | «Galaxidion»        | 3:15         |
| Общая длительность: | Общая длительность: | 78:52        |

| №                   | Название                                              | Длительность |
| ------------------- | ----------------------------------------------------- | ------------ |
| 1.                  | «Escape Pod (From the World of Medical Observations)» | 3:55         |
| 2.                  | «With Friends Like These»                             | 5:51         |
| 3.                  | «Les Aimies des memes»                                | 5:54         |
| Общая длительность: | Общая длительность:                                   | 15:40        |

| №                   | Название                                  | Длительность |
| ------------------- | ----------------------------------------- | ------------ |
| 1.                  | «Galaxidion»                              | 3:17         |
| 2.                  | «With Friends Like These Pt. 2»           | 2:53         |
| 3.                  | «Backwards Shug»                          | 3:58         |
| 4.                  | «Continuum» (unreleased original version) | 2:05         |
| 5.                  | «Continuum Vocodered» (unreleased)        | 1:13         |
| 6.                  | «People Do It All the Time» (demo)        | 1:54         |
| 7.                  | «Op Hop Detonation» (demo)                | 0:59         |
| 8.                  | «The Spiracles» (demo)                    | 1:41         |
| 9.                  | «Latin Cobra Coda» (demo)                 | 0:47         |
| 10.                 | «Infinity Girl» (demo)                    | 2:35         |
| 11.                 | «Blips, Drips & Strips» (demo)            | 2:35         |
| 12.                 | «Blue Milk» (demo)                        | 3:38         |
| 13.                 | «Italian Shoes Continuum» (demo)          | 2:17         |
| 14.                 | «Come and Play in the Milky Night» (demo) | 2:01         |
| 15.                 | «Strobo Acceleration» (demo)              | 2:21         |
| 16.                 | «Caleidoscopic Gaze» (demo)               | 2:07         |
| 17.                 | «Galaxidion» (demo)                       | 1:47         |
| Общая длительность: | Общая длительность:                       | 38:08        |

## Чарты
| Чарт (1997)                                  | Высшая позиция |
| -------------------------------------------- | -------------- |
| Шотландия (Scottish Albums Chart)            | 46             |
| Великобритания (UK Albums Chart)             | 92             |
| Великобритания UK Dance Albums (OCC)         | 5              |
| Великобритания (UK Independent Albums Chart) | 12             |
| США (Billboard 200)                          | 154            |
| США (Billboard Top Heatseekers Albums)       | 8              |